# 謝里加大道車站
謝里加大道車站（英語：Zerega Avenue station）是紐約地鐵IRT佩勒姆線一個慢車地鐵站，位於布朗克斯謝里加大道及威斯徹斯特大道交界，設有6號線（任何時候停站（除繁忙時段的尖峰方向外））列車服務，而繁忙時段的尖峰方向則開行<6>列車。

## 車站結構
| 月台層 | 側式月台 | 側式月台                                           |
| 月台層 | 南行慢車 | ← 往布魯克林大橋-市政府 (城堡山大道)               |
| 月台層 | 尖峰快車 | ← 無定期服務                                       |
| 月台層 | 北行慢車 | → 往佩勒姆灣公園 (威斯徹斯特廣場-東特雷蒙特大道) → |
| 月台層 | 側式月台 |                                                    |
| 夾層   | 夾層     | 閘機、車站詢問處、Metrocard自動售票機              |
| Ground | 街道層   | 出入口                                             |

此高架車站設有兩個側式月台和三條軌道。中央軌道不營運。
2014年7月5日至2015年4月27日，作為佩勒姆線五個車站的1.09億美元重建計劃，此站與布雷爾大道車站一同關閉進行車站翻新工程。

## 外部連結

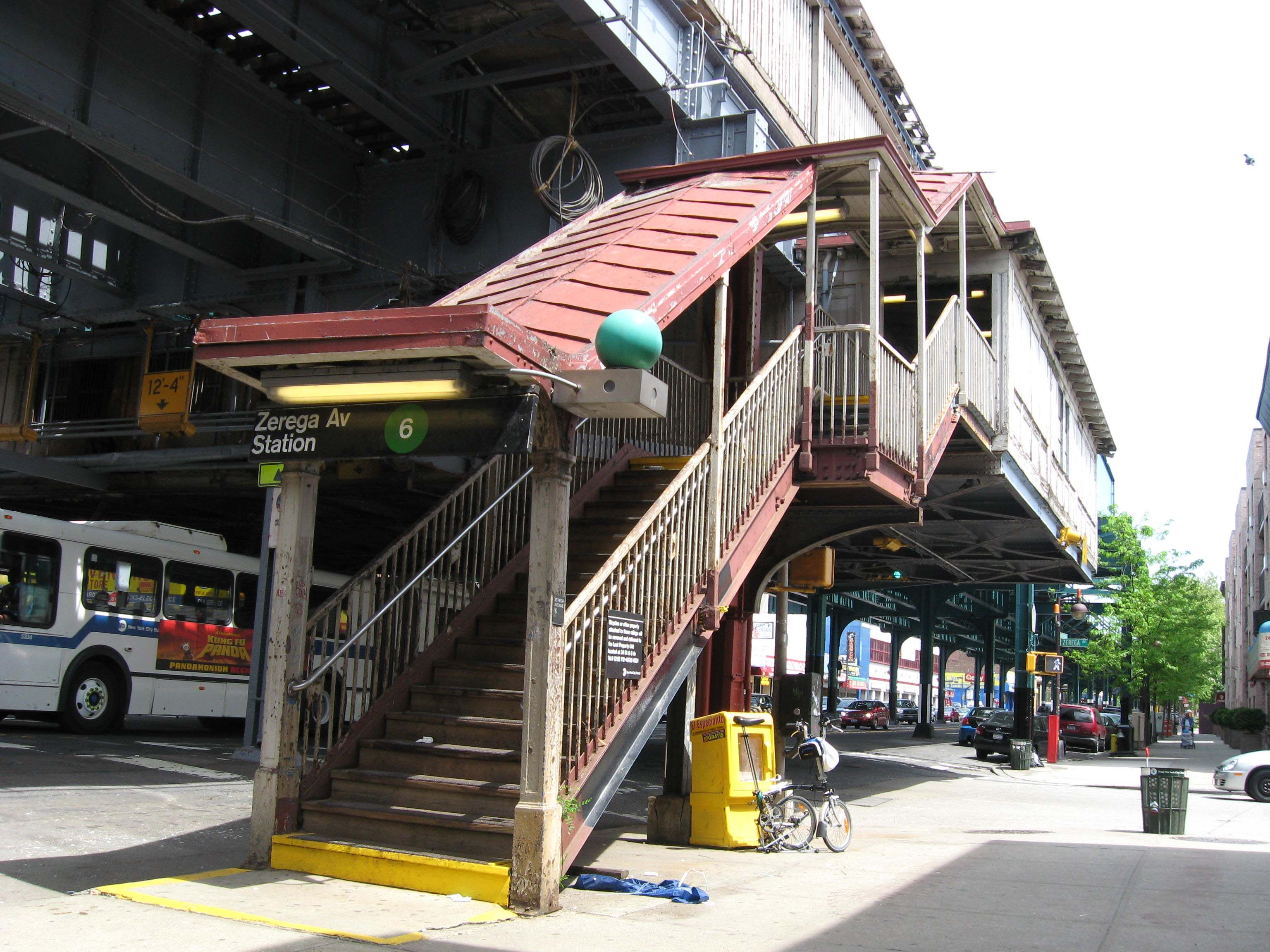
Street stair

- 维基共享资源上的相關多媒體資源：謝里加大道車站
- nycsubway.org—IRT Pelham Line: Zerega Avenue
- Station Reporter — 6 Train
- The Subway Nut — Zerega Avenue Pictures（页面存档备份，存于）
- Zerega Avenue entrance from Google Maps Street View